# Óscar Álvarez
Brayan Hernández é um ciclista profissional colombiano, nasceu a 11 de março de 1997 no município colombiano de Carmen de Viboral, (Antioquia). Actualmente corre para a equipa colombiana Colombia Tierra de Atletas-GW Bicicletas de categoria Continental.

## Biografia
Brayan Hernández começou a sua carreira como ciclista na população antioquenha de Carmen de Viboral, desde faz anos se destacou nas categorias juvenis como um dos ciclistas com melhor projecção desportiva. De perfil escalador, Brayan tem sido campeão da Vuelta del Porvenir de Colombia, bem como do Campeonato da Colômbia Contrarrelógio Junior e campeão de várias carreiras do calendário antioquenho na categoria juvenil. No ano de 2016 passou ao profissionalismo graças à oportunidade do técnico Gabriel Jaime Vélez, quem levou-o ao processo juvenil da equipa Orgullo Paisa, e na actualidade é corredor da equipa Bicicletas Strongman onde tem participado na Volta à Colômbia de 2018, sendo ganhador da classificação da montanha e o ganhador do melhor jovem.

## Palmarés
- 2013
- Campeonato da Colômbia Contrarrelógio Junior

- 2014
- Volta do futuro da Colômbia mais 1 etapa

## Equipas
- Orgullo Antioqueño (2016-2017)
- Bicicletas Strongman[4] (2018-2019)
- Colombia Tierra de Atletas-GW Bicicletas (2020)